# Tadahisa Maruyama
Tadahisa Maruyama (丸山 忠久, Maruyama Tadahisa, né le 5 septembre 1970 à Kisarazu) est un joueur professionnel de shogi japonais.

## Biographie

### Premières années
Maruyama remporte en 1984 le 9e Meijin de shogi pour les écoliers (ja) et intègre l'année suivante le centre de formation de la fédération japonaise de shogi sous la tutelle de Yūji Sase (ja). Il obtient le titre de professionnel en 1990.

### Carrière au shogi
Maruyama obtient son premier succès sur un tournoi mineur en 1994 en battant Masataka Gōda par 2 victoires à 0 en finale du  Shinjin-Ō,. Il conserve son titre l'année suivante face à Kōichi Fukaura par 2 victoires à 1 et devient ainsi le premier à le gagner deux fois consécutivement,. Il est battu l'année suivante par 1 victoire à 2 par Takeshi Fujii.
La première participation de Maruyama en finale d'un titre majeur est en 1999 face à Yoshiharu Habu en finale du Ōza: Maruyama perd par 1 victoire à 3. Il remporte le Meijin l'année suivante.

#### Contribution à la théorie des ouvertures
Maruyama a inventé le vaccin Maruyama (丸山ワクチン, maruyama wakuchin), une variation de l'ouverture en tour centrale gokigen ().

## Palmarès

### Titres majeurs
Maruyama a participé à dix finales de titres majeurs et en a remporté trois.
| Titre  | Années      | Nombre de titres |
| ------ | ----------- | ---------------- |
| Meijin | 2000 – 2001 | 2                |
| Kio    | 2002        | 1                |

### Titres mineurs
En plus de ses titres majeurs, Maruyama a remporté 12 tournois professionnels au cours de sa carrière.
| Titre                        | Années                | Nombre de titres |
| ---------------------------- | --------------------- | ---------------- |
| Coupe NHK                    | 2005                  | 1                |
| Nihon Shogi Series           | 1999, 2001            | 2                |
| *All Nihon Pro (ja)          | 1998                  | 1                |
| *All Star Kachinuki-sen (ja) | 1992, 1994 1999, 2001 | 4                |
| Shinjin-Ō                    | 1994 – 1995           | 2                |
| *Hayazashi Senshuken (ja)    | 2000 – 2001           | 2                |

Note : Les tournois marqués d'une astérisque (*) ne sont plus organisés en 2019.

### Classement annuel des gains en tournoi
Maruyama a figuré dans le top 10 du classement annuel des joueurs de shogi remportant le plus de gains (ja) tous les ans entre 1998 et 2017 sauf en 2009, 2014 et 2015.
| Année | Montant gagné | Rang |
| ----- | ------------- | ---- |
| 1998  | 20 590 000 ¥  | 10e  |
| 1999  | 52 280 000 ¥  | 5e   |
| 2000  | 41 370 000 ¥  | 5e   |
| 2001  | 57 270 000 ¥  | 3e   |
| 2002  | 44 050 000 ¥  | 4e   |
| 2003  | 37 450 000 ¥  | 5e   |
| 2004  | 27 850 000 ¥  | 5e   |
| 2006  | 31 160 000 ¥  | 6e   |
| 2007  | 19 530 000 ¥  | 10e  |
| 2008  | 25 440 000 ¥  | 7e   |
| 2010  | 23 720 000 ¥  | 9e   |
| 2011  | 26 430 000 ¥  | 5e   |
| 2012  | 34 090 000 ¥  | 4e   |
| 2013  | 29 120 000 ¥  | 5e   |
| 2016  | 22 100 000 ¥  | 8e   |
| 2017  | 29 080 000 ¥  | 5e   |

### Parties commentées
- (en) [vidéo] « Goda - Maruyama (12 mai 1997, Qualification du Ōi) », sur YouTube
- (en) [vidéo] « Maruyama - Watanabe (24-25 novembre 2011, Finale du Ryuo) », sur YouTube